# نيكو والطريق إلى النجوم
نيكو والطريق إلى النجوم (بالفنلندية: Niko - Lentäjän poika) فيلم رسوم متحركة فنلندي دنماركي أيرلندي ألماني، صدر في عام 2008 من إخراج كاري جوسونين ومايكل هيجنر.

## وصلات خارجية
- نيكو والطريق إلى النجوم على موقع IMDb (الإنجليزية)
- نيكو والطريق إلى النجوم على موقع روتن توميتوز (الإنجليزية)
- نيكو والطريق إلى النجوم على موقع قاعدة بيانات الأفلام العربية
- نيكو والطريق إلى النجوم على موقع ألو سيني (الفرنسية)
- نيكو والطريق إلى النجوم على موقع Turner Classic Movies (الإنجليزية)
- نيكو والطريق إلى النجوم على موقع أول موفي (الإنجليزية)
- نيكو والطريق إلى النجوم على موقع فيلمافينيتي (الإسبانية)
- نيكو والطريق إلى النجوم على موقع قاعدة بيانات الأفلام السويدية (السويدية)
- نيكو والطريق إلى النجوم على موقع قاعدة بيانات الفيلم (الإنجليزية)
- نيكو والطريق إلى النجوم على موقع ليتربوكسد (الإنجليزية)